# Burned
| Recensione | Giudizio |
| ---------- | -------- |
| AllMusic   | [ 1 ]    |

Burned è il primo e unico album del gruppo rock alternativo inglese Electrafixion, pubblicato il 25 settembre 1995.
Raggiunse il n° 38 della classifica britannica nell'ottobre dello stesso anno.

## Il disco
Burned fu originariamente distribuito nel 1995 con undici tracce.
Nel 2007 il CD venne ristampato in Europa dalla Korova Records in versione rimasterizzata e ampliata, con quattro brani dall'EP Zephyr e una versione remixata di Never sul primo CD. Il secondo CD incluso conteneva i lati B e le registrazioni dal vivo dal concerto allo Shepherd's Bush Empire del 22 ottobre 1995.

## Tracce
Testi e musiche di McCulloch, Sergeant, eccetto ove indicato.
1. Feel My Pulse - 4:23
2. Sister Pain - 4:15
3. Lowdown - 4:35 (McCulloch, Sergeant, Marr)
4. Timebomb - 4:38
5. Zephyr - 4:12
6. Never - 4:46
7. Too Far Gone - 4:48 (McCulloch, Sergeant, Marr)
8. Mirrorball - 3:56
9. Who's Been Sleeping in My Head? - 4:00
10. Hit by Something - 3:28
11. Bed of Nails - 3:51

Tracce bonus rimasterizzazione CD 2007
1. Zephyr - 4:54
2. Burned - 5:45
3. Mirrorball - 4:05
4. Rain on Me - 5:35
5. Never (Utah Saints Blizzard On Mix) - 6:36

CD bonus rimasterizzazione 2007
1. Holy Grail - 7:07
2. Land of the Dying Sun - 5:28
3. Razor's Edge - 4:15
4. Not of This World - 3:38
5. Subway Train - 3:00
6. Work it on Out - 4:25
7. Zephyr (Live) - 4:31
8. Feel My Pluse (Live) - 3:56
9. Sister Pain (Live)- 4:01
10. Lowdown (Live) - 4:32 (McCulloch, Sergeant, Marr)
11. Never (Live) - 5:38
12. Holy Grail (Live) - 5:40
13. Too Far Gone (Live) - 4:48 (McCulloch, Sergeant, Marr)
14. Burned (Live) - 4:44
15. Loose (Live) - 4:01 (The Stooges)

## Formazione
- Ian McCulloch - voce, chitarra
- Will Sergeant - chitarre fuzz, autoharp, chitarra a 12 corde
- Leon de Sylva - basso
- Tony McGuigan - batteria, percussioni

### Produzione
- Mark 'Spike' Stent - produzione
- Andy Bradfield - ingegneria del suono
- Cenzo Townshend - ingegneria del suono
- Matthew Vaughan - ingegneria del suono (loop)
- Dave Buchanan - assistenza ingegneria del suono
- Jan Kybert - assistenza ingegneria del suono
- Jeremy Wheatley - assistenza ingegneria del suono
- Mark Haley - assistenza ingegneria del suono
- Paul 'P Double U' Walton - assistenza ingegneria del suono
- Sean Defeo - assistenza ingegneria del suono
- Kevin Metcalfe - masterizzazione
- Anton Corbijn - direzione artistica, fotografie